# Myzocallis carpini
Myzocallis carpini är en insektsart som först beskrevs av Koch 1855.  Myzocallis carpini ingår i släktet Myzocallis och familjen långrörsbladlöss. Arten är reproducerande i Sverige. Inga underarter finns listade i Catalogue of Life.